# Alojzy Rabata
Alojzy Rabata (ur. ok. 1430 w Monte S. Giuliano (Erice), zm. 8 maja 1490) – hiszpański karmelita i błogosławiony Kościoła katolickiego.

## Biografia
W 1443 po wstąpieniu do klasztoru karmelitów rozpoczął formację, a później po kilku latach został wyświęcony na kapłana. Następnie mianowany na przeora klasztoru w Randazzo. Zmarł z powodu ran po ugodzeniu przez Antoniego Catalucci. Beatyfikował go Grzegorz XVI przez aprobację kultu 10 grudnia 1841.